# Arrondissement Créteil
Arrondissement Créteil je francouzský arrondissement ležící v departementu Val-de-Marne v regionu Île-de-France. Člení se dále na 25 kantonů a 23 obcí.

## Kantony
- Alfortville-Nord
- Alfortville-Sud
- Boissy-Saint-Léger
- Bonneuil-sur-Marne
- Charenton-le-Pont
- Choisy-le-Roi
- Créteil-Nord
- Créteil-Ouest
- Créteil-Sud
- Ivry-sur-Seine-Est
- Ivry-sur-Seine-Ouest
- Maisons-Alfort-Nord
- Maisons-Alfort-Sud
- Orly
- Saint-Maur-des-Fossés-Centre
- Saint-Maur-des-Fossés-Ouest
- Saint-Maur-La Varenne
- Sucy-en-Brie
- Valenton
- Villecresnes
- Villeneuve-le-Roi
- Villeneuve-Saint-Georges
- Vitry-sur-Seine-Est
- Vitry-sur-Seine-Nord
- Vitry-sur-Seine-Ouest